# Gobernación de Yahra
Yahra o Jahra (الجهراء āl-Jahrā‘) es una gobernación de Kuwait que ocupa la mitad noroccidental del país, incluyendo al isla de Bubiyan.

## Territorio y población
Al Yahra cuenta con una superficie de 11.230 kilómetros cuadrados y una población de unos 412.053 habitantes (cifras del censo realizado en el año 2007). La capital es la ciudad portuaria homónima de Yahra. La densidad poblacional de esta provincia es de 36,69 habitantes por cada kilómetro cuadrado de esta gobernación
La gobernación mencionada en este artículo se localiza entre las siguientes coordenadas a saber: 29°27′47″N 47°38′06″E / 29.46306, 47.63500.